# Luigi Nicolò Castellana
Luigi Nicolò Castellana (Tarcento, 12 novembre 1928) è un numismatico italiano.
Friulano di nascita e siciliano di adozione, ha coltivato sin da giovane l'hobby nel campo della filatelia e della numismatica, ottenendo larghi consensi e numerosi premi nelle mostre settoriali. Gli è stata indispensabile la sua cultura classica per coniugarla nella disciplina dell'economia monetaria, verso la quale ha indirizzato il collezionismo -che egli non ha mai considerato fine a stesso- ritenendolo fattore determinante delle funzioni economiche esplicate nel passato, più o meno recente, riuscendo scientemente ad agganciare, nei suoi numerosi saggi, l'economia con le materie del collezionismo.
Di conseguenza l'autore ha confrontato le vicende macro-economiche con la numismatica e la filatelia, che divennero materia di approfonditi saggi editi inizialmente nel mensile “IL GAZZETTINO NUMISMATICO” di Latina (1974-1981), fra i quali si ricorda il saggio pubblicato a puntate dal 1975 al 1978: "Le banconote, monete e francobolli delle inflazioni monetarie nell'ultimo cinquantennio europeo".
Seguirono altri numerosi saggi nel mensile “WORDL COLLECTION NEWS” di Genova (1986-1993) fra i quali (a puntate dal 1988 al 1990): "Evoluzione della carta moneta nel regno d'Italia"; si ricordano inoltre, ex tantis, le vicende del circolante monetario al tempo della R.S.I. (con stampa autarchica delle banconote da parte della Banca d'Italia), del Regno del Sud, della Luogotenenza, della Repubblica Italiana, non omettendo i biglietti d'occupazione del Terzo Reich, né tralasciando periodi precedenti, quali "La storia della cartamoneta dal regno di Carlo Emanuele III all'unità d'Italia" e "La storia della circolazione monetaria nel napoletano ed in Sicilia".
L'enorme successo indusse l'autore, sollecitato dagli eventi, a pubblicare su "CRONACA NUMISMATICA" della Editrice Eder di Napoli (1995), la sino ad allora inedita storia economico-monetaria relativa a "LA MONETAZIONE NELLA SECONDA GUERRA MONDIALE", Parte 1°: "Il Tripartito: Germania, Italia, Giappone"; Parte 2°: "Gli Alleati e la guerra di liberazione: Gran Bretagna, Stati Uniti, Unione Sovietica". Il testo è compendiato dalla riproduzione a colori delle monete e cartamoneta dei singoli Stati, nonché e soprattutto da quelle delle occupazioni.
Ancora su Cronaca Numismatica, trasferita alla casa editrice Olimpia di Sesto Fiorentino, l'autore ha pubblicato altri saggi di economia monetaria che interessano il mondo del collezionismo in diversi settori, dei quali si ricorda un'opera rimasta unica nel suo genere, più volte citata in Internet, relativa alla "Storia economica italiana" dal 1861 sino alla fine della lira (2001) in un percorso lungo 140 anni, dal titolo "ANNALI DELLA MONETAZIONE ITALIANA", i cui fascicoli sono stati raccolti in due volumi (regno d'Italia: 1861-1946; repubblica italiana: 1946-2001). In quest'opera l'autore ha tracciato, dal 1861, anno dopo anno e senza soluzione di continuità, tutti gli aspetti della politica monetaria nazionale richiamando i decreti d'emittenza configurati in quegli anni.
Da allora, passo dopo passo, l'autore ha analizzato tutte le vicende economico-monetarie, correlate dalle analisi politiche che hanno segnato gli eventi storici del tempo con particolare riferimento alla politica economica di tutti i governi, da Cavour in poi. Di particolare interesse le vicende che portarono alla costituzione della Banca d'Italia, quale istituto unico di emittenza in luogo dei sei precedenti istituti bancari di emissione. Il testo originale, corredato da numerose foto a colori della cartamoneta interessata, ebbe numerosi successi e fu anche recensita nel periodico politico "Cantachiaro" n.3/2005 che descrisse i lusinghieri successi dell'autore, così concludendo:
“Il giudizio su quest'opera fondamentale della circolazione monetaria, che arriva agli albori del 1900, è affidato non solo ai numismatici ma a tutti i cultori di storia economica ai quali non può sfuggire l'enunciato di Hjalmar Schacth: 'La politica monetaria dipende dalla politica economica e non viceversa'”.
L'ultimo saggio, in ordine di tempo (2008), è stato dedicato alla “Produzione e circolazione dei 'buoni premio' nei lager nazisti. L'economia dell'olocausto”. Il saggio, compendiato dalla riproduzione dei suddetti buoni (dalla collezione dell'autore), è stata recensita in 'Internet' dalla Biblioteca Comunale di Trieste, mentre le due precedenti pubblicazioni ("La monetazione della seconda guerra mondiale" e gli "Annali della monetazione italiana") sono state più volte segnalate in Internet da altri enti culturali.
A questo punto è rilevante una digressione (anche se è uno dei tanti rilievi e aneddoti storici di importanza nazionale citati, in appendice, negli Annali) apparsa nel I° volume di detti Annali a pag.349 e segg., nel quale l'autore, per la prima volta, riferendosi agli accadimenti politici occorsi durante l'annata 1945, ha pubblicato la seguente notizia shock, immediatamente ripresa dalla TV nazionale: “L'esecuzione del duce e della Petacci”. Ebbene, l'autore, riportando le notizie del tempo, ha chiaramente evidenziato le risultanze peritali derivanti dall'autopsia sul cadavere di Mussolini effettuata dal prof. Mario Alesiani il 30 aprile 1945, dalle quali emerse che Mussolini non è stato fucilato davanti a una villa a Giulino di Mezzegra (come nel film 'Mussolini ultimo atto'), ma è stato ucciso a colpi di pistola, in una colluttazione nella camera da letto di casa De Maria, nello stesso paese del comasco:
“Dal collo in giù nove sono i fori di entrata che presentano un alone escoriativo emorragico e otto sono quelli di uscita. Poi c'è un foro d'entrata alla nuca, con conformazione stellare, che non ha le stesse caratteristiche...” (cfr. intervista su 'Gente' n.43/1993 rilasciata dall'ing. Domenico Salza, al tempo direttore del banco prova d'armi).
Si omettono le molte altre dichiarazioni, per ragioni di spazio. Orbene, giorni dopo la pubblicazione della notizia apparsa negli Annali, esattamente il 2 agosto 2005, alle ore 21, la rubrica televisiva "Enigmi" di RAI 3 ha aperto un dibattito in proposito, al quale parteciparono diverse personalità politiche. Nel corso della trasmissione fu interrogato per telefono il Colonnello Valerio (al secolo Walter Audisio), sempre ritenuto artefice della fucilazione del duce (e per questo motivo era stato eletto deputato), il quale asserì, per la prima volta, di essere stato incaricato per la fucilazione, ma quando si recò a casa De Maria a Bonzanico per prelevarlo, lo trovò già morto. Il 18 maggio 2006, nella rubrica televisiva "Sfera", sempre di RAI 3, alle ore 22 circa, è stata avvalorata la testimonianza di una donna, che abitava a circa 100 metri da casa De Maria, la quale asserì di avere sentito, quella sera del 28 maggio 1945,
“prima due colpi di arma da fuoco, poi di aver visto due uomini che portavano sotto braccio un uomo calvo in canottiera, seguìto da una donna che gridava. Poi altri sette colpi di arma da fuoco. La donna era vestita ed indossava un cappotto di pelliccia”, che poi è stato rinvenuto con una ferita sul dorso.

## Saggistica dell'autore
L'attività dell'autore, quale pubblicista di chiara fama, è tutta evidenziata nei suoi 69 seguenti saggi:
Ne: “BOLLETTINO NUMISMATICO” di Firenze
1. Varietà, errori di conio e varianti di tirature nella monetazione italiana [1970, n.4, pag.10 e segg.]
Ne: “IL GAZZETTINO NUMISMATICO” di Latina
2. Monetazione del Regno d'Italia nelle zecche estere [1974, n.5/6, da pag.501]
3. Banconote, monete e francobolli delle inflazioni monetarie nell'ultimo cinquantennio europeo [1975, n.3/4, da pag.351; 1976, n.2, da pag. 138; 1977, n.1/2, da pag. 98: 1977, n.3/4, da pag.172; 1978, n.2, da pag. 124; 1978, n.5, da pag.332
]4. Influenze economico-monetarie italiane in Albania:1925-1943 [1979, n.47, da pag.274]
5. Leghe autarchiche nella monetazione imperiale italiana:1939-1943 [1979, n.43, da pag.28; 1979, n.48, da pag.410; 1980, n.51, da pag.157]
6. Influenze economico-monetarie alleate durante l'occupazione in Austria ed in Germania: maggio-dicembre 1945 [1980, n.51, da pag.90]
7. Dalla sottoscrizione fascista per il Dollaro al Prestito del Littorio. Anno V dell'era fascista [1980, n.55, da pag.437]
8. Biglietti di credito per la Wehermacht: 1939-1944 [1980, n.55, da pag.441]
9. Considerazioni economico-monetarie sui buoni di occupazione emessi dalla Cassa Veneta dei Prestiti: 3 gennaio 1918 [1981, n.57, da pag.90]
Ne: “WORLD COLLECTIONS NEW” di Genova
10. Aspetti economico-monetari sulla Repubblica Sociale Italiana [1986, n.2]
11. Valori postali emessi quarant'anni addietro [1986, n.3]
12. Considerazioni economico-monetarie dopo il fatidico 25 luglio 1943 [1986, n.4]
13. Aspetti economico-monetari sul Regno del Sud [1986, n.6]
14. Introduzione allo studio della cartamoneta [1986, n.7/8]
15. Considerazioni economico-monetarie sulla Luogotenenza [1986, n.10]
16. Il cambio della moneta rafforzò la lira italiana [1986, n.12]
17. Lira nuova o lira pesante? [1987, n.1]
18. Am-lire per un 'bastard people' [1987, n.5]
19. L'armata nazista in Italia. Conseguenze economiche del “patto d'acciaio” [1987, n.10]
20. L'armata nazista in Italia: i biglietti d'occupazione [1987, n.11]
21. Buoni moneta – Traffico di valuta – Prestiti – Sabotaggi [1988, n.2]
22. Evoluzione della cartamoneta nel Regno d'Italia [1988, n.7/8, 10, 11, 12; 1989, n.2,3,4,5,6,9; 1991 n.1]
23. La cartamoneta della Repubblica Italiana [1989, n.11/12; 1990, n.1]
24. Biglietti dei prigionieri nella seconda guerra mondiale. Cartamoneta romanzata (ma non troppo). [1990, n,1]
25. Convertibilità della moneta e grande magia dell'oro [1990, n.2]
26. L'amministrazione fiduciaria della Somalia nel periodo 1º aprile 1950 - 30 giugno 1960 [1990, n.3]
27. I 'Notgeld' della Germania emessi come 'denaro di necessità' tra l'inizio e la fine della prima guerra mondiale [1990, n,6]
28. Storia postale dell'occupazione italo-tedesca in Grecia [1990, n.10]
29. Storia della cartamoneta: dal regno di Carlo Emanuele III° all'unità d'Italia [1990, n.12]
30.Le banconote della Reichsbank [1991, n,2]
31. Un aspetto economico dell'occupazione tedesca nell'ultimo conflitto mondiale: Emissioni della Reichskreditkassen [1991, n.3]
32. Storia della cartamoneta di Sicilia [1991 n,4, 5, 6]
33. Circolazione delle Am-lire dopo lo sbarco in Sicilia [1991, n.9]
34. Banconote e buoni d'occupazione in Grecia e nelle isole joniche [1991, n.10]
35. La lira alla resa dei conti: i retroscena della cartamoneta luogotenenziale in circolazione durante la repubblica nel periodo 1946-1953 [1992, n.3, 4, 5]
36. Coniazioni italiane all'estero [1993, n. 3 e 4]
37. Storia della circolazione carta monetaria nel napoletano ed in Sicilia [1993, n.5 e 6]
38. Le emissioni del Banco di Napoli [1993, n.7 e 8]
Ne: “CRONACA NUMISMATICA”, ed. EDER di Napoli
39. Cinquecento e mille (lire) a tiratura limitata [n.36]
40. Il denaro dell'inferno [n.39]
41. Cartamoneta della Krajina [n41]
42. Dallo scandalo della Banca Romana alla Tangentopoli [n.42]
43. Il Banco di Sicilia cent'anni dopo [n.45]
44. Lo sbarco in Sicilia [n.47]
45. Dai 'buoni' per il Benadir alle emissioni per la Somalia -n51]
46. Cartamoneta della Luogotenenza [n.52]
47. Mettete i fasci nelle nostre monete italiane: 1923-1924 [n.54]
48. Le banconote delle isole dell'Egeo [n.55]
49. La circolazione monetaria nella R.S.I. [n.60]
50. La Banca d'Italia e quella d'Etiopia [n.63]
51. Nell'Ungheria del 1945 la più grande svalutazione [n.64]
52. Il Banco di Sicilia fra storia e cronaca [n.65]
53. L'inflazione monetaria nella Grecia dal 1945 [n.67]
54. La circolazione monetaria nella prima guerra mondiale [n.69 e 70]
55. I 'buoni' per i campi di concentramento italiani [n.75]
56. La monetazione preunitaria: Il 'Re Eletto' [n.96]
57. Quando Pantelleria si chiamava Cossyra [n.110]
58. Quando erano gli albanesi a sbarcare in Albania [n.114]
59. L'oro riduce schiavo chi è libero, e liberi gli schiavi [172]
Ne: “CRONACA NUMISMATICA”, ed. OLIMPIA di Sesto Fiorentino
60. 'Buoni premio' nei lager nazisti [n.201]
61. La svalutazione monetaria tedesca ed Austro-ungarica nel primo dopoguerra [n.208]
62. Produzione e circolazione dei 'buoni premio' nei lager nazisti. L'economia dell'olocausto
Saggistica in fascicoli speciali
63. La monetazione nella seconda guerra mondiale. Parte I'. Il Tripartito: Germania, Italia, Giappone [1995: supplemento al n.66] Ed. Eder di Napoli
64. La monetazione nella seconda guerra mondiale. Parte 2'. Gli Alleati e la guerra di liberazione: Gran Bretagna, Stati Uniti, Unione Sovietica [1996: supplemento al n.77]. Ed. Eder di Napoli
65. Annali della monetazione italiana. Volume1'. Il regno d'Italia: 1861-1946. [testo pubblicato a puntate e riunito in volume] Ed. Olimpia
66. Annali della monetazione italiana. Volume 2'. Repubblica italiana: 1946-2001 (sino alla fine della lira). [Testo, come sopra].
67.“La monetazione dei Conti di Savoia” (anno 1000 circa – 1416).
In quest'opera l'autore dimostra la sua qualità di esperto numismatico non solo per l'esposizione storica delle monete, alle quali ha dedicato grande spazio temporale con riferimenti biografici dei Conti e richiami letterari, ma ha dato, per la prima volta, una chiara esposizione dei sistemi economici in quell'epoca medievale. Peraltro, a partire dal Conte Aimone (1329) l'autore è riuscito, dalla lettura degli editti di produzione, redatti in latino, a segnalare i quantitativi di monete emesse (anche di quelle non pervenute), dei loro pesi originari e dei titoli ponderali. In appendice l'autore ha altresì riportato la vasta monetazione dei due rami collaterali: Vaud ed Acaia, nonché dei coevi Vescovi sabaudi, con ampia decifrazione delle sigle e delle legende monetarie riportate in lingua latina.
68. "La carta annonaria individuale per la città di Trapani"(1940 - 1949). L'economia del razionamento. La legislazione ed i provvedimenti comunali. Testo inedito con la riproduzione di 20 carte annonarie trapanesi.
69."La città di Trapani durante la seconda guerra mondiale"(1940-1945). L'apparato bellico. Testo inedito con la riproduzione delle attività logistiche dell'AMGOT a Trapani e della censura postale militare